# كارل كلاوبيرغ
كارل كلاوبيرغ (بالألمانية: Carl Clauberg)‏ - (28 سبتمبر 1898 - 9 أغسطس 1957)، من الأطباء والباحثين المشهورين في أمراض النساء قبل الحرب العالمية الثانية. وخلال الحرب تحول إلى متوحش بصورة إنسان يمارس أقبح أنواع التجارب على النساء اليهوديات والغجريات في معسكر «اشويتز».

## بدايته
وولد كلاوبيرغ في مدينة «ووبيرهوف» الألمانية عام 1898 وترعرع في عائلة حرفية بعيدة عن الطب، وعند اندلاع الحرب العالمية الأولى انخرط في مشاة الجيش الألماني، بعد الحرب درس الطب وفي عام 1939 التحق بالحزب النازي وارتقى بالمناصب إلى أن وصل إلى بروفيسور في أمراض النساء في جامعة «كونيغزبيرغ».

## فظائعه
في ديسمبر من عام 1942، تم فرز الدكتور «كارل» لمعسكر «اشويتز» سيء الذكر، وفي المعسكر عمل على حقن أرحام النساء اليهود والغجر بمادة كيميائية سببت التهاب المبايض وآلام مبرحة ببطون النسوة ونزيف ومن ثمة قام على إزالة المبايض الملتهبة وإرسالها لمدينة «برلين» ليتسنى للعلماء دراستها، كما قام لتعريض النساء والرجاء لضغوطات جوية هائلة ودرجات حرارة متدنية حيث مات الكثير من العوامل الجوية القاسية التي تعرضوا لها، كما عرض الأجهزة التناسلية للنساء والرجال لدقائق مكولة بين جهازين أشعة «إكس» وكان من الطبيعي قتل هؤلاء المساكين بعد موجة الأشعة المطولة لعدم قدرتهم على العمل بعد هكذا جلسات تجارب. قام بإرسال خصى الرجال إلى «بريسلاو» لدراستها بعد تعرضها لأشعة «إكس».

## نهايته
في نهاية الحرب العالمية الثانية وعند اقتحام القوات السوفييتية معسكر اعتقال «ريفنزبروك» تم إلقاء القبض على الدكتور «كارل» وفي عام 1948 تم محاكمته وسجنه 25 سنة وبعد 7 سنوات تم إطلاق سراحه ضمن الاتفاقية الألمانية السوفييتية في تبادل السجناء وعاد إلى ألمانيا الغربية. لم يستطع الدكتور «كارل» البقاء صامتا بل عقد مؤتمرا صحفيا أشاد بعمله وأبحاثه في العقم في معسكر «اشوتز» مما شد الأنظار إليه وتصايحت جماعات حقوقية عليه وشكلت ضغطا إلى إلقاء القبض عليه وقبيل محاكمته أصيب بأزمة قلبية ومات في زنزانته في 9 أغسطس 1957.

## مرجع
- كارل كلاوبيرغ من موقع جوزيف مينغل ملاك الموت
- كارل كلاوبيرغ من الموسوعة الإنجليزية

## روابط خارجية
- كارل كلاوبيرغ على موقع مونزينجر (الألمانية)